# Casa Hortensia Papadat-Bengescu din Buzău
Casa Hortensia Papadat-Bengescu este un monument istoric aflat în municipiul Buzău. A fost construită în secolul XX și figurează pe lista monumentelor istorice 2010, cod LMI BZ-IV-m-B-02510. 

## Istoric și trăsături
Este casa în care a locuit în Buzău, în perioada 1904-1906, scriitoarea Hortensia Papadat-Bengescu.

## Imagini

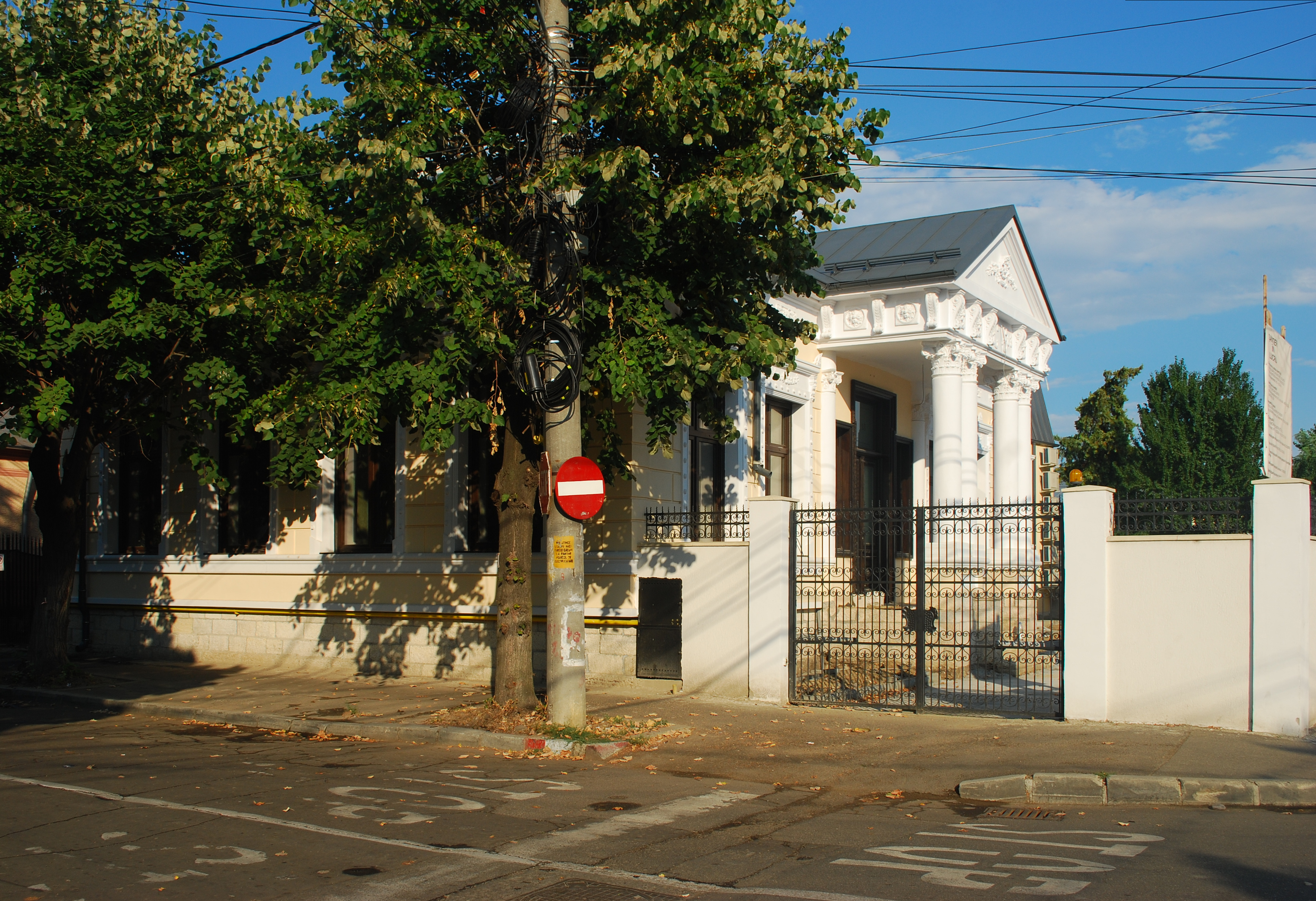